# Cerro Noroeste
Der Cerro Noroeste ist ein 2525 m hoher Berg im Bundesstaat Kalifornien der Vereinigten Staaten. Er liegt im Kern County in der Nähe der Grenze zum Ventura County im Los Padres National Forest.

## Geographie
Der Berg gehört zu den San Emigdio Mountains und damit zu den Transverse Ranges im Südwesten von Kalifornien. Nordöstlich liegt in einem Tal der Ort Pine Mountain Club und nördlich der San Emigdio Mountain und der Brush Mountain. Gipfel in der Umgebung sind auf demselben Gebirgskamm wie der Cerro Noroeste der Grouse Mountain  im Südwesten, dahinter der Sawmill Mountain und östlich davon der Mount Pinos. Die Dominanz beträgt 1,73 km, der Berg ist also die höchste Erhebung im Umkreis von 1,73 km. Er wird überragt von dem südöstlich liegenden Grouse Mountain. Der gesamte Berg ist mit lichtem Wald bedeckt, eine Straße führt zum Campo Alto Campground im Gipfelbereich.